# Городинский, Юдель Леонтьевич
Юдель Леонтьевич Городинский (12 ноября 1896 года, Симферополь — 6 января 1963 года, Москва) — советский военный деятель, генерал-майор (4 июня 1940 года), кандидат военных наук, доцент.

## Начальная биография
Юдель Леонтьевич Городинский родился 12 ноября 1896 года в Симферополе.

## Военная служба

### Первая мировая и гражданская войны
В 1915 году был призван в ряды Русской императорской армии, после чего в чине старшего унтер-офицера принимал участие в боевых действиях во время Первой мировой войны.
В декабре 1917 года вступил в ряды Красной Гвардии, после чего был назначен на должность командира взвода в отряде, дислоцированном в Симферополе, а в апреле 1918 года был призван в ряды РККА, после чего был назначен на должность командира взвода и роты в составе 21-го сводного Московского полка, после чего в его составе воевал на Южном фронте против войск под командованием генерала
А. И. Деникина.
В январе 1919 года был назначен на должность командира роты 1-го Казанского крепостного полка, а в июле того же года был направлен на учёбу на 1-е Казанские командные
курсы, после окончания которых в декабре того же года был направлен на учёбу в Высшую военную школу, также дислоцированную в Казани. Принимал участие в боевых действиях в составе Восточного фронта против войск под командованием адмирала А. В. Колчака.
В августе 1920 года был назначен на должность командира батальона 479-го стрелкового полка 19-й стрелковой бригады, а в ноябре — на должность командира отдельного батальона 11-й армии, в составе которой принимал участие в установлении Советской власти в Армении и Грузии.
С января 1921 года находился в госпитале в Казани на лечении по болезни.

### Межвоенное время
В марте 1921 года Городинский был назначен на должность командира взвода и роты 1-х Казанских пехотных курсов, но уже в августе того же года был направлен на учёбу в Высшую военно-педагогическую школу, после окончания которой в сентябре 1922 года был назначен на должность преподавателя тактики 10-х Бакинских командных курсов в Тифлисе, затем — на должность преподавателя тактики на 4-х Армавирских командных курсов в Баку, а в марте 1923 года — на должность преподаватель тактики 9-й Иркутской пехотной школы.
В июле 1924 года был направлен на учёбу на повторные курсы при Высшей военно-педагогической школе, после окончания которых в ноябре 1925 года был направлен в спецкомандировку в Китай, после возвращении из которой с сентября 1929 года служил во Владикавказской пехотной школе на должностях преподавателя тактики и временно исполняющего должности начальника учебной части и начальника учебного отдела. В сентябре 1930 года был назначен на должности начальника учебного отдела и начальника штаба Бакинской пехотной школы.
В 1933 году закончил Военную академию имени М. В. Фрунзе, в январе того же года был назначен на должность начальника отдела боевой подготовки Закавказского совета Осоавиахима в Тифлисе, а в сентябре — на должность помощника начальника штаба Коростеньского укреплённого района (Украинский военный округ). С апреля 1934 года исполнял должность помощника начальника штаба 15-го стрелкового корпуса (Киевский военный округ), в ноябре 1935 года был назначен на должность начальника штаба Могилёв-Ямпольского укреплённого района, в ноябре 1936 года — на должность начальника штаба и помощника командира 17-го стрелкового корпуса, а в июле 1938 года — на должность начальника штаба Винницкой армейской группы войск.
В октябре 1938 года был направлен на учёбу на курсы штабных командиров при Академии Генштаба РККА, которые закончил в апреле 1939 года и в сентябре того же года был назначен на должность старшего преподавателя, затем начальника курса Военной академии имени М. В. Фрунзе, а в марте 1941 года — на должность начальника штаба 15-й армии (Дальневосточный фронт).

### Великая Отечественная война
С началом войны Городинский находился на прежней должности.
С августа 1941 года исполнял должность командира 39-го стрелкового корпуса (25-я армия, Дальневосточный фронт), где занимался организацией и руководством обучения войск и штабов, а также укреплением государственной границы и подготовкой формируемых частей для действующей армии. В течение первой военной зимы из состава корпуса по заданию командующего Дальневосточного фронта на фронт были отправлены 92-я и 93-я стрелковые дивизии.
С сентября 1942 года находился в распоряжении Главного управления кадров Народного комиссариата обороны СССР, после чего был назначен на должность начальника штаба 2-й резервной армии, а в январе 1943 года — на должность начальника штаба Особой группы генерал-полковника М. С. Хозина, подчиненной Ставке Верховного Главнокомандования и действующей в полосе Северо-Западного фронта. Особая группа была создана для разгрома демянской группировки противника в ходе Демянской наступательной операции, а также развития наступления на кингисеппском и нарвском направлениях и включала 1-ю танковую и 68-ю армии. Юдель Леонтьевич Городинский участвовал в ходе приёма и развертывания прибывающих войск, а также в разработке планов наступательных операций.
В июле был назначен на должность старшего преподавателя Высшей военной академии имени К. Е. Ворошилова, а в декабре — на должность заместителя командующего 10-й гвардейской армией (2-й Прибалтийский фронт), которая с января по июнь 1944 года вела боевые действия на идрицком, новосокольническом и пустошкинском направлениях, на плацдарме на реке Великая в районе посёлка городского типа Пушкинские Горы (Псковская область). В июле армия принимала участие в ходе Режицко-Двинской и Мадонской наступательных операций, а также в освобождении города Мадона, за что Юдель Леонтьевич Городинский был награждён орденом Красного Знамени.
В сентябре Городинский был назначен на должность командира 14-го стрелкового корпуса (4-я ударная армия, 1-й Прибалтийский фронт), который вскоре принимал участие в ходе Прибалтийской, Рижской и Мемельской наступательных операциях, в ходе которых корпус форсировал реки Западная Двина и Вента. В конце января 1945 года корпус под командованием Городинского был выведен в резерв 1-го Прибалтийского фронта и вскоре был включён в состав 2-го Прибалтийского, после чего участвовал в ходе разгрома курляндской группировки противника.  С февраля корпус находился в непосредственном подчинении командующего войсками фронта, а в марте был выведен в резерв Ставки Верховного Главнокомандования.

### Послевоенная карьера
После окончания войны генерал-майор Городинский находился на прежней должности, а с июля состоял в распоряжении Главного управления кадров НКО СССР, после чего в сентябре 1945 года был назначен на должность старшего преподавателя кафедры стратегии и оперативного искусства Высшей военной академии имени К. Е. Ворошилова. В 1951 году ему было присвоено право окончившего эту академию.
Генерал-майор Юдель Леонтьевич Городинский в июле 1960 года вышел в отставку. Умер 6 января 1963 года в Москве.

## Награды
- Два ордена Ленина (21.02.1945);
- Три ордена Красного Знамени (30.07.1944, 3.11.1944, ...);
- Медали.

## Воинские звания
- Полковник (13 декабря 1935 года)
- Комбриг (23 июля 1938 года)
- Генерал-майор (4 июня 1940 года).